# Elaf Ali
Elaf Ali (uttal /ɛ'lafː a'liː/), född 23 februari 1987 i Bagdad, är en svensk journalist, författare och programledare.

## Biografi
Ali kom till Sverige 1991 och är uppväxt i Fjälkinge utanför Kristianstad.
Hon var under 2017 krönikör på Expressen. År 2018 var hon programledare på SVT Nyheter och sena Rapport och 2019 var hon nyhetsuppläsare i P3 Nyheter. Hon har i flera sammanhang tagit ställning mot hedersnormer, och besöker återkommande skolor och föreläser om denna problematik.
År 2021 gav hon ut den självbiografiska boken Vem har sagt något om kärlek? Att bryta sig fri från hedersförtryck där hon beskriver den kontroll och det hedersförtryck hon utsattes för under sin uppväxt, och hur hon var rädd för sin far större delen av tiden. Hon har senare försonats med sin far i en process hon beskriver som en tuff resa för både henne själv och fadern.
Sedan sommaren 2021 är Elaf Ali skribent på Svenska Dagbladets kultursidor. Hon är även deltagare i panelen i TV-programmet Invandrare för svenskar, som sänds i SVT. Tillsammans med Kirsty Armstrong medverkade hon under 2023 som reporter på stan för satirprogrammet Svenska nyheter på SVT.

## Priser och utmärkelser
- 2021 – Kristianstadsbladets kultur- och nöjespris[14]
- 2021 – TCO:s Kulturprisstipendium[15]
- 2021 – Adlibrispriset för Årets ungdomsbok[16]
- 2021 – Nominerad till Slangbellan[17]
- 2022 – Carl von Linné-plaketten[18]

## Medverkan i TV (urval)
- 2022 – IFS – invandrare för svenskar
- 2023 – Svenska nyheter